# Cuatrillizos Brino
Lorenzo, Myrinda, Nikolas y Zachary Brino (Woodland Hills, Los Ángeles, 21 de septiembre de 1998) son los cuatrillizos nacidos de Tony y Shawna Brino. Tienen un medio hermano mayor, de un anterior matrimonio del padre, de nombre Antonio, y que integra la Guardia Costera estadounidense.
Cuando los cuatrillizos cumplieron cinco meses de edad, fueron presentados como los gemelos Sam y David Camden en la serie de televisión 7th Heaven. Los cuatro, más un par de gemelos, compartieron los roles principales hasta 2001. Desde entonces, solo Lorenzo y Nikolas han actuado.
Sus padres querían que tuvieran una educación normal y no estaban dispuestos a presentarlos en otros programas de televisión. Su madre ha declarado que mientras ellos se diviertan en televisión, continuará dejándolos actuar.
Zachary, el único de ellos que tiene ojos castaños y usa gafas, apareció en los dos últimos episodios de la segunda temporada de la comedia dramática What About Brian de ABC, en el rol de Bobby. También participó Barry Watson, su excoprotagonista de 7th Heaven.
Lorenzo Brino murió el 9 de marzo de 2020 en un accidente automovilístico en California, Estados Unidos. Brino perdió el control de su vehículo y luego se estrelló contra un poste. Fue declarado muerto en el lugar. Tenía 21 años.

## Filmografía
- 7th Heaven - Nikolas y Lorenzo Brino como Sam y David Camden
- What About Brian - Zachary Brino como Bobby